# Quíscal de Brewer
El quíscal de Brewer (Euphagus cyanocephalus) és un ocell de la família dels melifàgids (Meliphagidae).

## Hàbitat i distribució
Habita zones de matolls, boscos de ribera, terres de conreu, marjals i ciutats, sovint a prop de water. D'hàbits migratoris, cria al sud i sud-oest del Canadà i l'oest dels Estats Units, arribant en hivern fins al sud de Mèxic.